# Кантри Клаб Хајтс (Индијана)
Кантри Клаб Хајтс (енгл. Country Club Heights) град је у америчкој савезној држави Индијана.

## Демографија
По попису из 2010. године број становника је 79, што је 12 (-13,2%) становника мање него 2000. године.
| Група             | 2000.      | 2010.       |
| Белци             | 87 (95,6%) | 79 (100,0%) |
| Афроамериканци    | 3 (3,3%)   | 0 (0,0%)    |
| Азијати           | 0 (0,0%)   | 0 (0,0%)    |
| Хиспаноамериканци | 1 (1,1%)   | 0 (0,0%)    |
| Укупно            | 91         | 79          |